# Peter Hardeman Burnett
Peter Hardeman Burnett (Nashville, 15 novembre 1807 – San Francisco, 17 maggio 1895) è stato un politico statunitense che fu il primo governatore della California, incarico che ricoprì dal 20 dicembre 1849 al 9 gennaio 1851.

Firma di Burnett

Fu anche il primo a dare le dimissioni. Burnett in precedenza aveva prestato servizio per breve tempo nel dicembre 1849 come governatore civile territoriale della California.

## Origini
Nato a Nashville ma cresciuto nel Missouri rurale, Burnett non ricevette un'educazione formale, ma studiò da autodidatta diritto e governo. Dopo aver posseduto un negozio di alimentari tornò alla carriera da avvocato, difendendo un gruppo di mormoni (tra cui Joseph Smith) accusati di tradimento, incendio doloso e rapina. Burnett chiese un trasferimento della causa, e durante questo spostamento gli imputati fuggirono.
Nel 1843 Burnett partecipò all'esodo da est ad ovest, spostando la propria famiglia in Oregon per fare l'agricoltore e saldare i debiti contratti in Missouri, sforzo non coronato da successo. Mentre si trovava in Oregon Burnett iniziò la carriera politica venendo eletto al governo provvisorio tra il 1844 ed il 1848. Nel 1844 completò la costruzione di Germantown Road tra la valle Tualatin e quella che sarebbe diventata Portland. Fu in questo periodo in Oregon che Burnett, tradizionale protestante del sud, iniziò a mettere in dubbio le pratiche della sua fede, iniziando la conversione al cattolicesimo. Nel 1846 Burnett e la sua famiglia divennero ufficialmente cattolici.
Durante l'incarico di governo ed in seguito, quando fu nella corte suprema provvisoria, Burnett sostenne una delle prime leggi razziali dell'Oregon, impedendo agli afroamericani di entrare nel territorio. I neri rimasti sarebbero stati arrestati e frustati ogni sei mesi fino a che non se ne fossero andati. La legge fu approvata, e proposte simili passarono nei decenni successivi. La legge di esclusione dei neri dall'Oregon rimase in vigore fino al 1926, quando alcuni referendum tolsero la clausola dalla costituzione dell'Oregon. L'esclusione dei neri dalle votazioni rimase fino al 1927.
Quando si venne a sapere della scoperta dell'oro a Coloma (California) il 24 gennaio 1848, Burnett e la famiglia si spostarono a sud per partecipare alla corsa all'oro. Dopo un relativo successo, Burnett intraprese una carriera legale a San Francisco, dove la rapida crescita cittadina aveva contribuito alla corsa all'oro. Durante il viaggio verso la Bay Area, Burnett incontrò John Augustus Sutter Junior, figlio del pioniere svizzero-tedesco John Sutter. Vendendo le terre del padre nelle vicinanze di Sutter's Fort, il giovane Sutter offrì a Burnett un lavoro vendendo terre per la nuova città di Sacramento. L'anno dopo Burnett guadagnò circa 50 000 dollari vendendo terre a Sacramento, città ideale data la vicinanza alla Sierra Nevada ed alla navigabilità per le grandi navi del fiume Sacramento.

## Governatorato
Nel 1849 Burnett annunciò l'intenzione di tornare in politica. Il 1849 vide la nascita della prima convenzione costituzionale della California a Monterey, dove i politici locali avevano redatto documenti ottimali per l'annessione della California agli Stati Uniti d'America. Durante il referendum del 1849 per l'adozione della costituzione della California, Burnett, ora ben conosciuto a Sacramento e San Francisco, decise di correre per il posto di primo governatore civile. Burnett vinse facilmente l'elezione contro altri quattro candidati, compreso John Sutter, e giurò da primo governatore il 20 dicembre 1849 a San Jose di fronte alla legislatura statale della California.
Nei primi giorni di amministrazione Burnett il governatore e la legislazione della California crearono gli organi necessario per il governo statale, gabinetto, archivi, dipartimenti, dividendo lo stato in 27 contee e nominando John Charles Frémont e William McKendree Gwin senatori della California al senato federale. Nonostante i proclami e le riorganizzazioni burocratiche che riconoscevano la California come stato federale, il Congresso degli Stati Uniti d'America ed il presidente Zachary Taylor non avevano ancora firmato le carte necessarie. Parte di questa mancanza di comunicazione era dovuta alla distanza della California rispetto al resto degli Stati Uniti del tempo, ma anche alla fretta di politici e popolazione di vedersi riconosciuti. Dopo lunghi dibattiti al senato la California fu ammessa il 9 settembre 1850 grazie al Compromesso del 1850. I californiani seppero solo il mese dopo della loro annessione, quando il 18 ottobre la Oregon entrò nella baia di San Francisco con uno striscione legato al sartiame con scritto "La California È Ora Uno Stato".
Durante il processo di riconoscimento come nuovo stato, la popolarità del governatore Burnett nella legislatura, la stampa ed il pubblico crollò. Le relazioni tra legislatura e Burnett iniziarono ad inacidirsi all'inizio del 1850, quando le proposte di legge che pressavano per l'incorporazione di Sacramento e Los Angeles come municipalità, con Los Angeles che avrebbe avuto un'incorporazione speciale a causa del suo precedente status di pueblo durante il regno ispano-messicano, passarono all'Assemblea statale ed al senato. Burnett pose il veto su entrambe le proposte, definendole incostituzionali. Mentre la legislatura non riuscì ad opporsi al veto di Burnett riguardo alla proposta di Los Angeles, ebbe successo con quella di Sacramento, che divenne la prima città californiana incorporata.
Come in Oregon, Burnett spinse per ottenere l'esclusione dei neri dalla California, provocando l'ira dei sostenitori della schiavitù che avrebbero voluto importare schiavi dal sud. Le sue proposte furono sconfitte nella legislatura. Nel primo messaggio annuale Burnett alla legislatura del 21 dicembre 1849 spinge la proposta.
Burnett propose anche pesanti tasse per gli immigrati stranieri. Nel Foreign Miners Tax Act del 1850, trasformato in legge da Burnett, si chiedeva ad ogni minatore di origine non statunitense di pagare 20 dollari. Burnett era anche un fermo sostenitore dell'aumento delle tasse e dell'aumento della pena di morte includendovi il reato di furto.
Descritto come un politico distaccato con poco sostegno della legislatura dalla stampa di San Francisco, Sacramento e Los Angeles, aumentò la frustrazione di Burnett quando la sua agenda ebbe una battuta d'arresto, ed il suo stile governativo veniva duramente criticato. Divenne un personaggio fisso nella satira della stampa statale. Dopo poco più di un anno di incarico, Burnett, primo governatore della California, divenne anche il primo a dare le dimissioni, annunciate nel gennaio 1851. Burnett citò problemi personali come la causa del suo addio. Il tenente governatore John McDougall lo sostituì il 9 gennaio.
Peter Burnett fondò la città di Oregon City nella Contea di Butte (California).

## Post governatorato

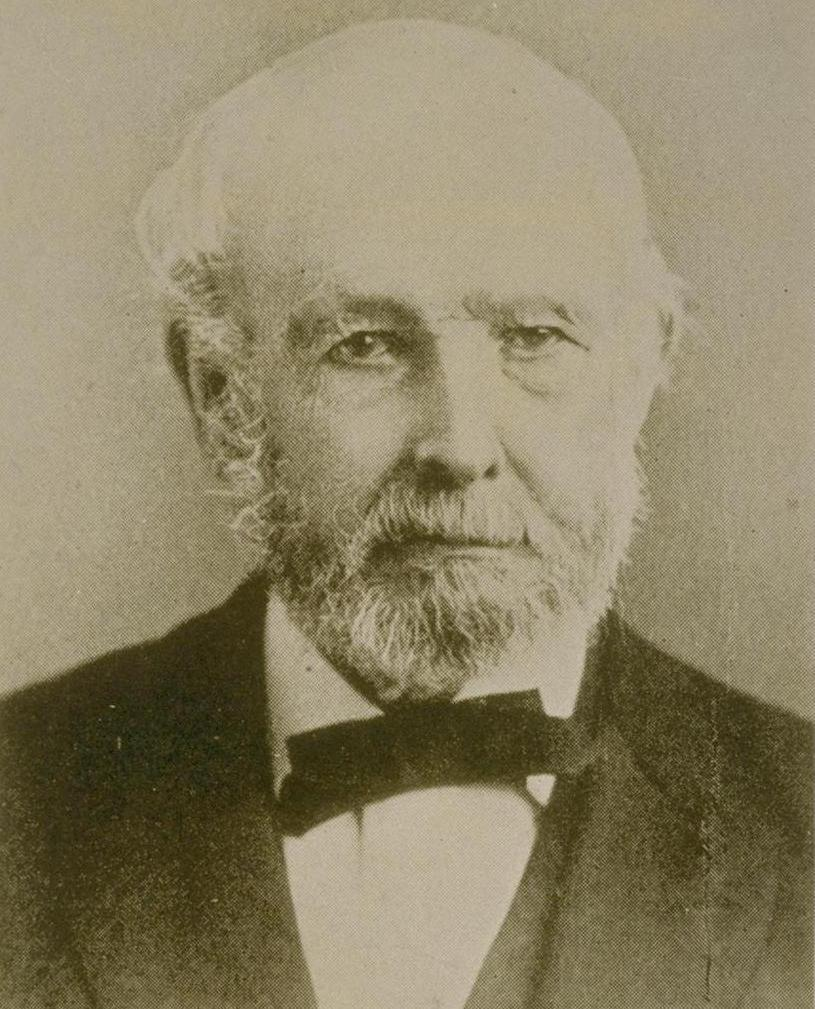
Peter H. Burnett

Un anno dopo l'addio al governatorato Burnett fu in grado di ripagare i debiti contratti in Missouri circa vent'anni prima. Intraprese numerose carriere diverse, diventando per breve tempo giudice della Corte suprema della California tra il 1857 ed il 1858, consigliere cittadino a Sacramento, avvocato a San Jose, famoso missionario cattolico durante l'epoca vittoriana e presidente della Pacific Bank di San Francisco. Nonostante non sia più entrato in politica, Burnett fu sostenitore attivo del Chinese Exclusion Act del 1882. Nel 1880 pubblicò un'autobiografia, Recollections and Opinions of an Old Pioneer. Morì il 17 maggio 1895 all'età di 87 anni a San Francisco e fu sepolto nel cimitero della missione di Santa Clara, California.

## Retaggio
Anche se era considerato uno dei padri della moderna California, il razzismo di Burnett verso neri, cinesi e nativi americani ha fatto praticamente cancellare il suo nome al giorno d'oggi. Il periodo passato da Burnett in Oregon contribuì all'esclusione dei neri fino al 1926. Una delle sue proposte di legge in Oregon fu quella di obbligare i neri ad abbandonare lo stato, e l'istituzione ogni sei mesi di frustate a chi si ostinava a rimanere. La sua ostilità al lavoro straniero influenzò molti legislatori californiani ad attuare leggi xenofobe, come il Chinese Exclusion Act trent'anni dopo il suo abbandono del governatorato. Burnett era anche un sostenitore dell'eliminazione delle tribù indiane, politica che fu attuata per decenni con lo stato che offriva ricompense da 25 a 50 dollari per chi dimostrava di averne ucciso uno. Nel secondo messaggio annuale di Burnett alla legislatura del 7 gennaio 1851 si legge: Che una guerra di sterminio continui ad infuriare tra le due razze fino all'estinzione degli indiani, è una cosa che ci si può aspettare.
A San Francisco c'è una Burnett Avenue nei pressi di Haight-Ashbury.
Il Burnett Child Development Center, una scuola materna posta nel quartiere nero di San Francisco, prende il nome da Burnett. Quando le posizioni razziste di Burnett vennero alla luce la scuola fu rinominata nel 2011 in Leola M. Havard Early Education School, in onore del primo sindaco afroamericano di San Francisco.

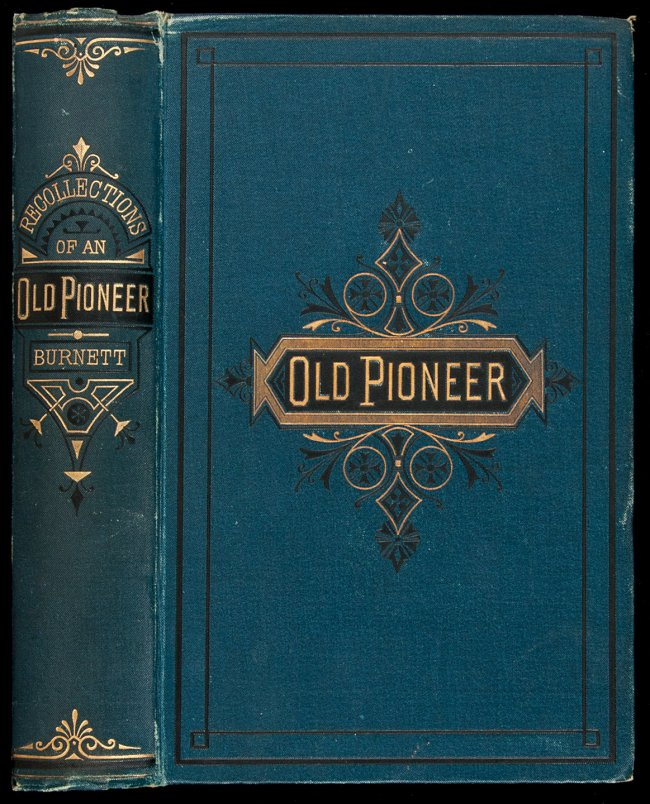
Recollections and opinions of an old pioneer (1880)